# Jacy
Jacy Maranhão Oliveira (nascido em 11 de julho de 1997), conhecido como Jacy, é um futebolista brasileiro que atua como volante no Coritiba.

## Carreira

### ViOn Zlaté Moravce
Jacy foi emprestado ao clube eslovaco FC ViOn Zlaté Moravce no fim de agosto de 2019.
Ele estreou na Fortuna Liga em 26 de outubro de 2019, entrando no segundo tempo da vitória por 1–0 sobre o Nitra.
Começou como titular contra o FK Pohronie em 23 de novembro de 2019, partida que terminou empatada em 1–1, e onde foi advertido com cartão amarelo.
Também foi titular contra o MFK Ružomberok em sua última partida pelo clube.
Jacy ainda atuou em duas partidas da Copa da Eslováquia contra FK Slavoj Trebišov e FK Pohronie.

### Pohronie
Em 24 de janeiro de 2020, o ViOn anunciou que Jacy treinaria com o FK Pohronie durante a pausa de inverno.
Sua contratação pelo Pohronie foi anunciada em 30 de janeiro de 2020.
Jacy foi relacionado para a partida contra o FC Nitra, no dia 15 de fevereiro, mas não entrou em campo.
Sem atuar em nenhuma partida oficial pelo clube, deixou o Pohronie no fim de junho de 2020, antes do encerramento da temporada, que havia sido adiada pela pandemia de COVID-19.

## Títulos
Operário Ferroviário
- Campeonato Paranaense: 2025